# اوپاسانا
 اوپاسانا  {(به انگلیسی: Upasana) {(به سانسکریت:  upāsanā- उपासना)
اوپاسانا Upasana، یعنی تنویر تفکر، نیروی اراده، وراه‌هایی که به این وحدت می‌انجامد.

## طریق عشق
رساله‌های اوپانیشادها طریق عشق را به صورت اوپاسانا (عبادت) اشاره نموده‌اند

## شاکتی اوپاسانا
در هندوستان شاکتی اوپاسانا (Upasana) شاخهٔ مهمی از تانتریک (Tantric) و علم یوگی را تشکیل می‌دهد. این صورت رب النوع مادری تلقی می‌گردد که تمام سدها و بدیها را از طریق تکامل معنوی جان از میان برمی‌دارد، و سالک را به هد ف معرفت الهی رهبری می‌کند.

## اوپاسانا شاکتی پات
اوپاسانا شاکتی پات (Upasana Shatipat) معمولاً از تلفظ کلمات معینی که در گوش راست مرید گفته می‌شود تأثیر می‌پذیرد، که به آنها مانتراها گفته می‌شود. این مانتراها بذر نیروی معنوی را از مرشد به گیرنده [مرید] القاء می‌کند.